# Hr.Ms. Z 8 (1916)
De Hr.Ms. Z 8 (Z 8, H 71) was een Nederlandse torpedoboot van de Z 5-klasse; het schip is gebouwd door de Rotterdamse scheepswerf Fijenoord. Het schip was een van de schepen van de Z 5-klasse die tijdens het uitbreken van de Tweede Wereldoorlog nog in dienst waren bij de Nederlandse marine en wist uit te wijken naar het Verenigd Koninkrijk.

## De Z 8 voor de Tweede Wereldoorlog
Op 15 december 1917 organiseerden matrozen van de Z 8 uit ontevredenheid over de slechte kwaliteit van het brood een eigen voedselactie. Hierbij werd door hen bij de aanleverende bakkerij het bedorven brood onder druk omgeruild. In 1927 en 1928 maakte de Z 8 een oefentocht samen met de onderzeeboten O 10 en O 11, de torpedoboten Z 5, Z 6 en Z 7 en het pantserschip Hertog Hendrik tochten naar Zweden, de Baltische staten en Schotland.

## De Z 8 tijdens de Tweede Wereldoorlog
Op 14 mei vluchtte de Z 8 naar het Verenigd Koninkrijk. Na de aankomst in het Verenigd Koninkrijk werd het schip verbonden aan de onderzeedienst in Dundee en later vanuit Rothesay. De taak van de Z 8 bestond uit het begeleiden van onderzeeboten en het dienen als doelschip. Op 1 oktober 1942 werd het schip overgedragen aan de Britse marine, waar het schip tot 1943 in actieve dienst bleef. In 1944 werd het schip teruggegeven aan de Nederlandse marine, maar deze nam het schip niet meer in dienst. Uiteindelijk werd het schip, in augustus 1944, gesloopt in het Britse Newport.